# Schoolstrijd (België)
De Schoolstrijd in België is de historische strijd tussen het rijksonderwijs (onderwijs ingericht door de staat, provincies en gemeenten) en het katholieke onderwijs.

## Katholieke onderwijsdominantie
Na de onafhankelijkheid van België (1830) had het officieel onderwijs een overwegend katholiek karakter. Op voorstel van Jean-Baptiste Nothomb werd de eerste organieke wet op het lager onderwijs op 24 maart 1842 aangenomen. Elke gemeente werd ertoe verplicht minstens één lagere school te hebben en kosteloos onderwijs te verstrekken.
Een vrije school mocht de functies van de gemeenteschool vervullen, indien afwezig. (Opgelet: Met vrije school wordt hier een confessionele, gewoonlijk op rooms-katholieke grondslag gebaseerde, school in België bedoeld, geen vrijeschool zoals men die in Nederland kent). De geestelijkheid had het recht het godsdienstonderwijs te inspecteren en de schoolboeken goed te keuren. Omdat de Kerk haar medewerking verschafte aan deze wet, verminderde het aantal vrije scholen tussen 1840 en 1875 met 37,5 %.
De liberale regering-Rogier I voerde de Organieke Wet van 1 juni 1850 op het middelbaar onderwijs in, waarmee ze het officieel onderwijs trachtte uit te breiden en de invloed van de geestelijkheid te beperken. 

## Eerste schoolstrijd (1878-1884)

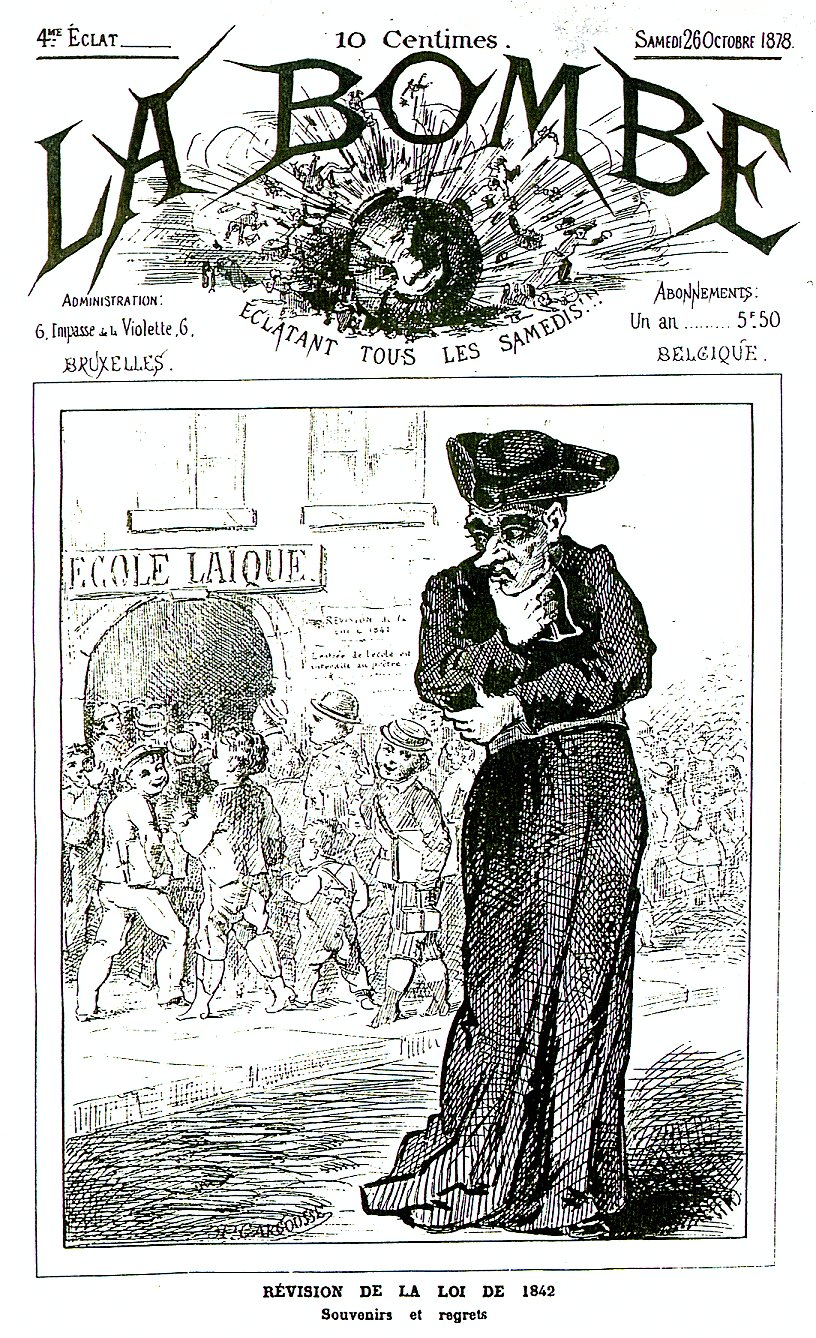
Omslag van een tijdschrift uit 1878

De liberale regering van 1878 onder leiding van Frère-Orban, waarvan alle leden vrijmetselaar waren, richtte in 1878 een departement van Openbaar Onderwijs op en stemde op 10 juli 1879 de tweede organieke wet op het lager onderwijs (Wet-Van Humbeeck). De hoofdbepalingen van deze wet waren dat iedere gemeente ten minste één officiële school moest onderhouden; de gemeenten geen vrije school mochten subsidiëren; de onderwijzers in de gemeentescholen een diploma van een rijksnormaalschool moesten bezitten; godsdienstonderricht uitsluitend buiten de lesuren kon gegeven worden en op uitdrukkelijk verzoek van de ouders worden ingericht. Op 11 juni 1881 kwam een gelijksoortige Wet op het middelbaar onderwijs tot stand.
De Katholieke Kerk, de katholieke politici en het katholiek onderwijs reageerden hierop reeds van in 1878 met hevigheid. Het land was over deze kwestie in twee kampen verdeeld (iets wat sommige historici soms als verzuiling beschrijven). Voor de katholieken was deze schoolstrijd een gevecht om 'de ziel van het kind'. Deze schoolwet werd de bijnaam van 'ongelukswet' gegeven, katholieke onderwijzers kregen verbod in de ‘scholen zonder God’ te onderwijzen en katholieke ouders mochten er hun kinderen niet zenden. De kerk weigerde de sacramenten aan onderwijzers in staatsscholen, leerlingen in normaalscholen, en hun ouders. Van haar kant oefende de liberale regering druk uit om hen daartoe te verplichten en nam financiële en andere maatregelen tegen de geestelijkheid. In 1880 verbrak de liberale regering de diplomatieke betrekkingen met het Vaticaan, als vergelding tegen paus Leo XIII, die van 1843 tot 1846 nuntius was geweest in België en het Belgische episcopaat bleef steunen.
Talrijke nieuwe vrije scholen werden opgericht en bijna 200.000 kinderen en 1.340 onderwijzers verlieten de gemeentescholen. In 1878 telden de vrije scholen slechts 13,1 % van het totale leerlingenaantal, maar op 15 december 1880 hadden ze reeds 63,5 % van de kinderen tot zich getrokken (580.380 leerlingen tegenover 333.501 in de staatsscholen). De doctrinaire liberalen hadden over het hoofd gezien dat de kamers waarin ze de meerderheid hadden, amper 2 % van de gezamenlijke bevolking van het land vertegenwoordigden.
Bij de verkiezingen van 1884 leden de liberalen dan ook een verpletterende nederlaag en kwamen gedurende dertig jaar niet meer aan de macht. De katholieke meerderheid herstelde nagenoeg de toestand van 1842 (Derde organieke wet van 20 september 1884, ontworpen door Victor Jacobs). Wel werd de beslissing of godsdienstonderwijs van het programma deel uitmaakte, aan de gemeentebesturen overgelaten. In 1885 werden 931 gemeentescholen en 701 scholen voor volwassenen afgeschaft. Na de val van de regering-Malou behield de nieuwe regering-Beernaert de Wet-Jacobs, maar hij nam maatregelen om de werkloos geworden onderwijzers via terbeschikkingstelling te ontzien.

## Verdere evolutie

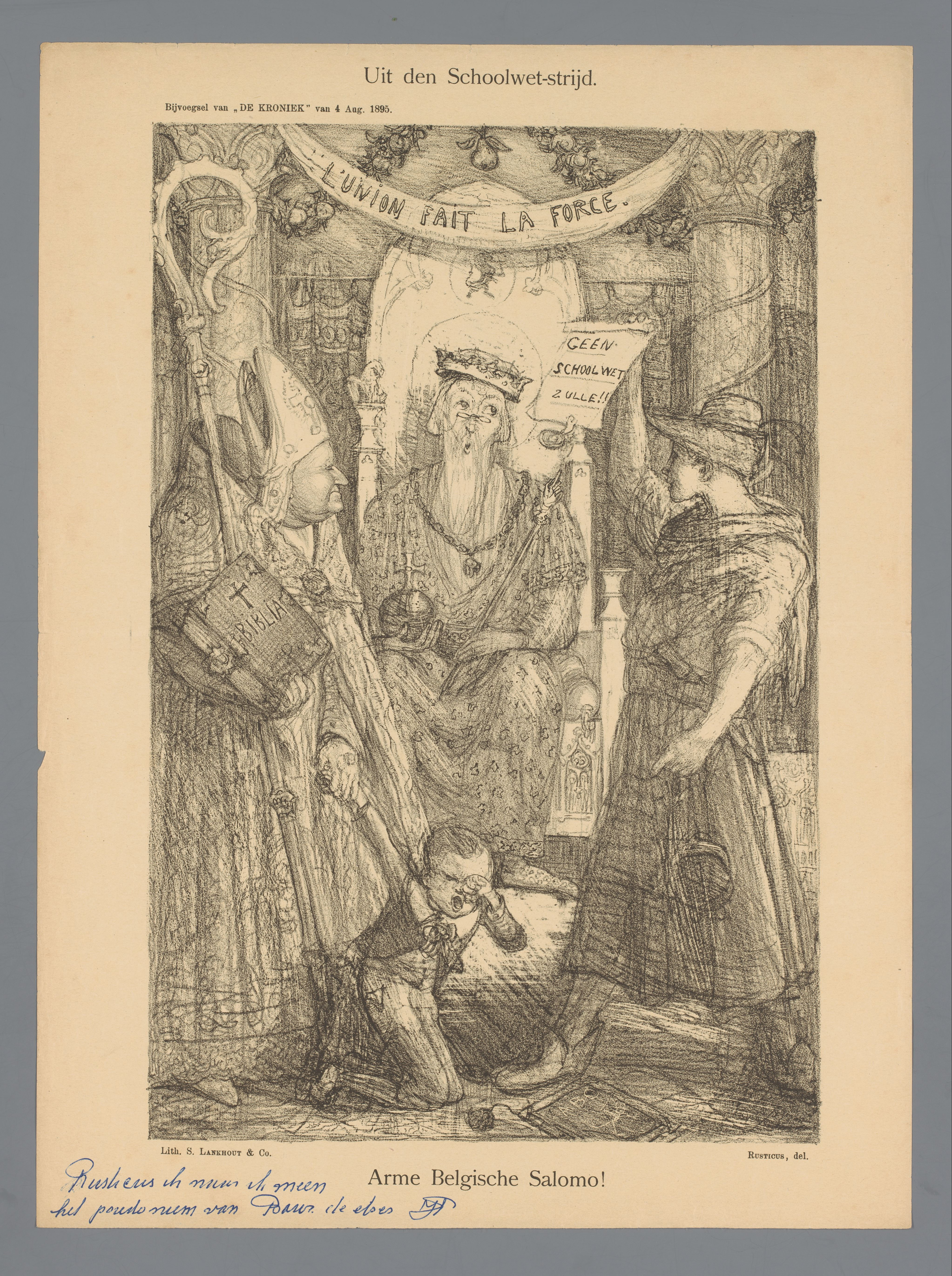
Uit den Schoolwet-strijd (1895)

De vierde organieke wet (1895, wet-Schollaert) werd aangevuld door de wet van 28 februari 1911 die het inschrijvingsgeld in het lager onderwijs afschafte.
In 1914 werd de vijfde organieke wet goedgekeurd die de leerplicht invoerde voor alle kinderen van zes tot veertien jaar.
In 1911 telden de middelbare staatsscholen 38.000 leerlingen tegenover 81.000 in de katholieke scholen. In 1950 lag deze verhouding op 50.874 (staatsscholen) tot 66.633 (katholieke scholen).

## Tweede schoolstrijd (1950-1958)

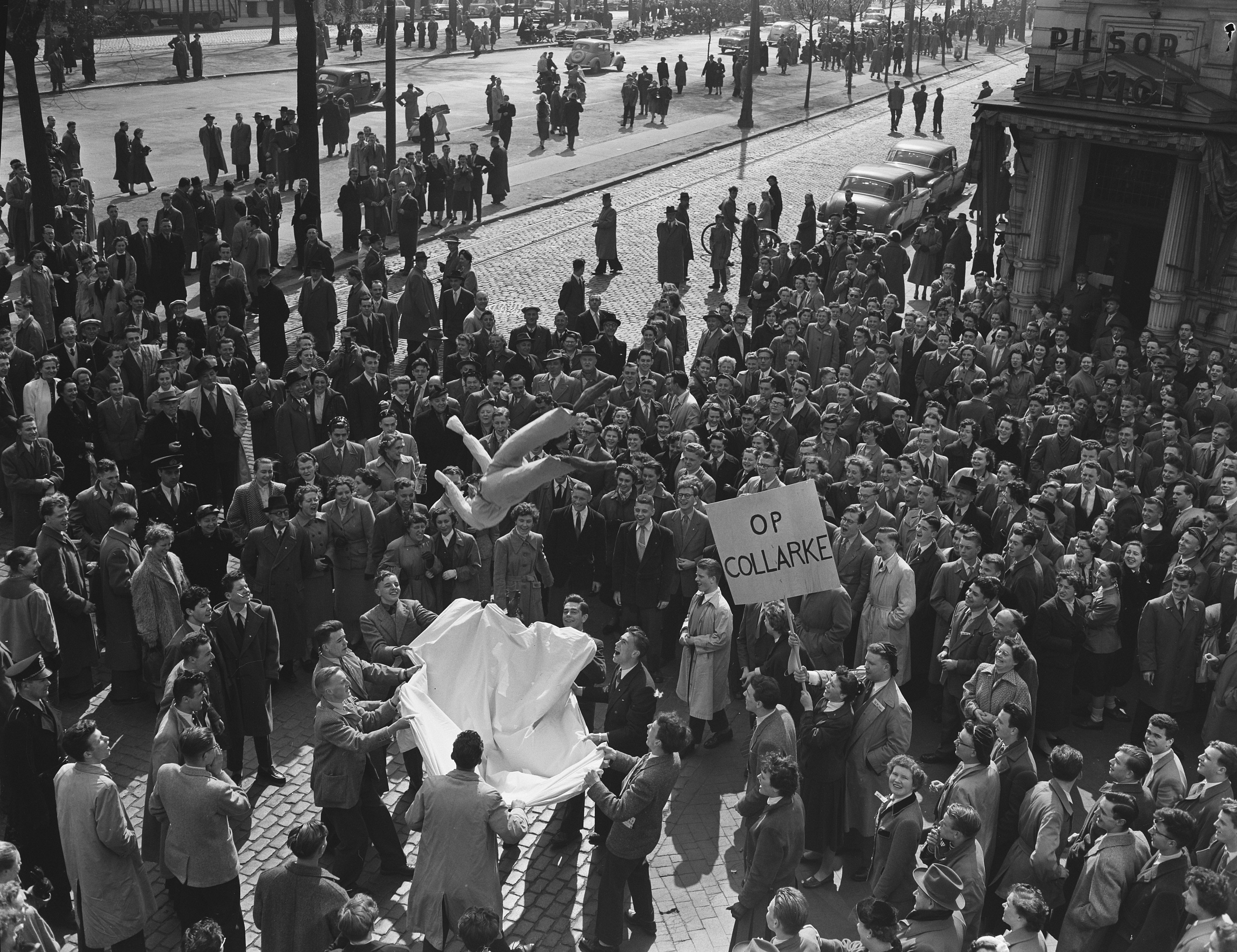
Demonstratie van katholieken in Antwerpen tegen schoolwet-Collard (17 april 1955)

Na de Tweede Wereldoorlog gingen steeds meer jongeren naar het secundair onderwijs. Zowel het officieel onderwijs als het vrij (katholiek) onderwijs voelden zich door de toename van leerlingen tekort gedaan. Het officieel onderwijs kende een structureel probleem omdat het minder scholen had dan het vrij onderwijs.
Het vrij onderwijs kende een financieel probleem omdat het een hoger inschrijvingsgeld moest vragen dan het officieel onderwijs doordat het vrij middelbaar onderwijs niet werd gesubsidieerd. De CVP-regeringen-Pholien (1950-1952) en -Van Houtte (1952-1954) kenden subsidies toe aan de met financiële moeilijkheden kampende vrije secundaire scholen (Wetten-Harmel, 1951–1952), mits deze onder andere afzagen van het innen van het hoge schoolgeld dat de vrijheid van schoolkeuze in de weg zou staan. De Wet van 17 december 1952 voorzag onder meer in de oprichting van Gemengde Commissies, paritair samengesteld uit vertegenwoordigers van het rijks- en het vrij onderwijs, die de minister van advies moesten dienen over de leerprogramma's en de aanvragen tot oprichting van rijksscholen en tot erkenning van vrije scholen. De oppositie vreesde echter voor de invloed die de Kerk via deze commissies op het rijksonderwijs zou kunnen hebben.
De spanningen begonnen rond 1950 en de tweede schoolstrijd bereikte in 1955 een hoogtepunt toen de socialistische minister Leo Collard (in de paarse regering Van Acker IV) met de Wet-Collard probeerde de subsidies aan de katholieke scholen aanzienlijk te verminderen, de voorwaarden voor subsidiëring te verscherpen en te voorzien in de oprichting van een groot aantal rijksscholen. De onrust en het (straat)protest, met de mars op Brussel op 26 maart 1955 als hoogtepunt, duurde voort totdat de verkiezingen van 1 juni 1958 de CVP weer aan de macht brachten. Op 6 augustus 1958 werd op initiatief van de CVP-minderheidsregering-Eyskens de Nationale Schoolcommissie opgericht, bestaande uit de voorzitter en drie leden van elk van de drie nationale partijen (katholieken, liberalen en socialisten). Deze commissie werkte een compromis-oplossing uit die op 20 november 1958 in het Schoolpact werd neergelegd. Met het Schoolpact werd het inschrijvingsgeld in het secundair onderwijs afgeschaft. Sedertdien geldt er een redelijke schoolvrede.